# William B. Binger

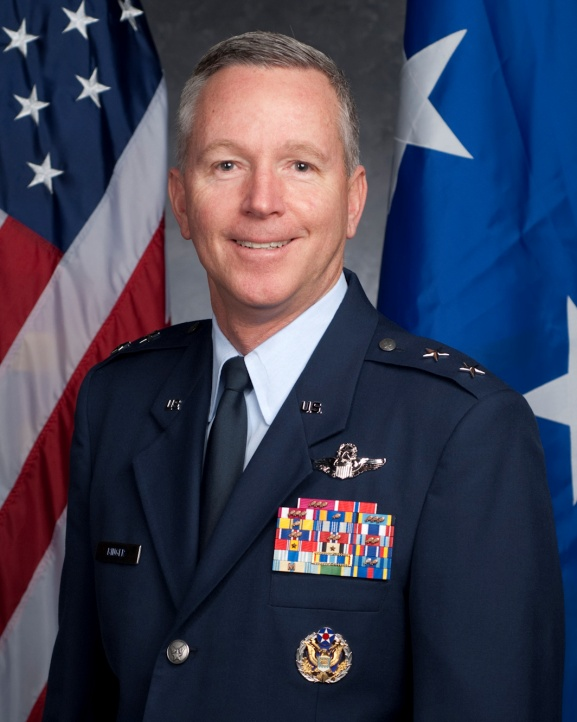
William B. Binger (2020)

William B. Binger (* um 1959) ist ein pensionierter Generalmajor der United States Air Force. Er war unter anderem Kommandeur der 10. Luftflotte.
Im Jahr 1981 gelangte William Binger in das Offizierskorps der United States Air Force. Dort durchlief er anschließend alle Offiziersränge vom Leutnant bis zum Zwei-Sterne-General. Bis zum Jahr 1996 diente er aktiv in der Luftwaffe danach gehörte er deren Reserve an, wobei er immer wieder zu Übungen bzw. Einsätzen in den aktiven Militärdienst einberufen wurde. So war er als Kampfpilot im Irakkrieg eingesetzt.
Im Lauf seiner militärischen Karriere absolvierte er verschiedene Kurse und Schulungen. Dazu gehörten unter anderem eine Ausbildung zum Kampfpiloten und weitere Fortbildungskurse als Pilot neuer Flugzeugtypen; die Squadron Officer School auf der Maxwell Air Force Base in Alabama; die Embry-Riddle Aeronautical University; die Fighter Weapons School, das Air Command and Staff College über einen Fernkurs; das Armed Forces Staff College in Norfolk in Virginia; der Capstone General and Flag Officer Course und der Joint Flag Officer Warfighting Course. Außerdem erhielt er akademische Grade von der California State University, der National Defense University und der Harvard University.
In seinen frühen Jahren als Offizier der Luftwaffe war er an verschiedenen Stützpunkten stationiert. Dabei war er als Pilot, Flugausbilder, Waffenoffizier oder Stabsoffizier bei unterschiedlichen Einheiten tätig. Dazwischen absolvierte er die erwähnten Schulungen. Als Stabsoffizier war er unter anderem im Hauptquartier der Air Force tätig. Zwischen Dezember 1983 und Dezember 1987 war er auf der Torrejon Air Base in Spanien als Flight Commander bei der 613. Kampfstaffel (613th Tactical Fighter Squadron) tätig.
Nach zwischenzeitlichen anderen Verwendungen und seinem Wechsel zu den Reserveeinheiten erhielt William Binger im November 2003 das Kommando über die 944th Operations Group die auf der Luke Air Force Base in Arizona stationiert war. Dieses Amt bekleidete er bis zum August 2006, unterbrochen von September 2005 bis Januar 2006 durch einen Einsatz im Irak. Auf der dortigen Balad Air Base kommandierte er die 332nd Expeditionary Operations Group.
Bingers nächster Auftrag führte ihn zum Hauptquartier der Air Force in Washington, D.C. Zwischen August 2006 und Mai 2008 gehörte er in unterschiedlichen Funktionen dessen Stab an. Daran schloss sich eine Versetzung auf die Homestead Air Reserve Base in Florida an. Bis zum Juni 2010 kommandierte er dort das 482. Kampfgeschwader (482nd Fighter Wing), das der 10. Luftflotte unterstand. Es folgte eine Versetzung zur Robins Air Force Base in Georgia. Zwischen Juni 2010 und November 2011 kommandierte Binger dort das Force Generation Center das dem Air Force Reserve Command unterstand.
Am 5. November 2011 übernahm William Binger auf der Naval Air Station Joint Reserve Base Fort Worth in Texas als Nachfolger von Frank J. Padilla das Kommando über die 10. Luftflotte. Dieses Amt bekleidete er bis zum 18. Oktober 2014, als er von Richard W. Scobee abgelöst wurde. Danach war er bis zum Juli 2015 auf der Randolph Air Force Base, die sich ebenfalls im Bundesstaat Texas befindet, Einberufungsberater für Reservisten (Mobilization Assistant) im Stab des Air Education and Training Commands. Danach nahm er bis 2016 die gleiche Aufgabe in der Stabsabteilung für Operationen im Hauptquartier der Air Force wahr.
Während seiner aktiven Zeit als Militärpilot absolvierte er über 4700 Flugstunden auf verschiedenen Flugzeugtypen.

## Daten der Beförderungen
| Abzeichen | Rang               | Jahr               |
| --------- | ------------------ | ------------------ |
|           | Second Lieutenant  | 22. Dezember 1981  |
|           | First Lieutenant   | 22. Dezember 1983  |
|           | Captain            | 22. Dezember 1985  |
|           | Major              | 1. Oktober 1991    |
|           | Lieutenant Colonel | 18. September 1998 |
|           | Colonel            | 1. Juni 2002       |
|           | Brigadier General  | 3. April 2009      |
|           | Major General      | 1. Januar 2013     |

## Orden und Auszeichnungen
William Binger erhielt im Lauf seiner militärischen Laufbahn unter anderem folgende Auszeichnungen:
- Air Force Distinguished Service Medal
- Legion of Merit
- Bronze Star Medal
- Meritorious Service Medal
- Air Medal
- Air Force Commendation Medal
- Air Force Achievement Medal
- Aerial Achievement Medal
- Air Force Outstanding Unit Award
- Air Force Organizational Excellence Award
- Combat Readiness Medal
- National Defense Service Medal
- Iraq Campaign Medal
- Global War on Terrorism Service Medal
- Armed Forces Reserve Medal